# Дністровський експрес
«Дністровський експрес» — регіональний дизель-поїзд №802/801 сполученням Львів — Чернівці. Рейси виконуються складом ДПКр-3.

## Історія
Поїзд мав вирушити 28 лютого 2022 року, але внаслідок російського вторгнення в Україну рейс довелось відкласти.
6 жовтня 2022 року стало відомо, що поїзд вирушить 10 жовтня 2022 року.
10 жовтня 2022 року поїзд вирушив в перший рейс.

## Інформація про курсування
Поїзд № 801/802 сполученням Львів — Чернівці курсує щоденно. Експлуатант — Львівська залізниця.
| Час прибуття | Зупинка | Час відправлення | Станція   | Час прибуття | Зупинка | Час відправлення |
| ------------ | ------- | ---------------- | --------- | ------------ | ------- | ---------------- |
| -            | -       | 16:19            | Львів     | 12:32        | -       | -                |
| 18:23        | 5       | 18:28            | Тернопіль | 10:22        | 6       | 10:28            |
| 23:11        | -       | -                | Чернівці  | -            | -       | 06:00            |

Актуальний розклад руху вказано у розділі «Розклад руху призначених поїздів» на офіційному вебсайті «Укрзалізниці».

## Склад потяга
Регіональний дизель-поїзд №802/801 «Дунайський експрес» Львів — Чернівці належить до моторвагонного депо РПЧ-1 станції Львів. Потяг складається із 3 вагонів:
- 1 вагон — 51 місце
- 2 вагон — 61 місце
- 3 вагон — 58 місць